# Kloč
Kloč (německy Klotzberg – der Klotz = špalek) je se svou výškou 737 m n. m. třetí nejvyšší vrchol Českého středohoří. Jde o kopulovitý, zalesněný vrch, který se nachází asi jeden a půl kilometru jihojihovýchodně od obce Kostomlaty pod Milešovkou a šest kilometrů východně od Bíliny v okrese Teplice. Vrch vznikl vypreparováním neovulkanického lakolitu tvořeného sodalitickým trachytem. Na svazích se projevují svahové procesy a deskovitá odlučnost horniny. Je zalesněný listnatými až smíšenými porosty.

## Název
Vrch v minulosti nesl více názvů. Název Pařez se používal na státních mapách vydaných v letech 1968–1995, na vojenských topografických mapách či v Zeměpisném lexikonu ČR: Hory a nížiny z roku 2006. Název Kloc se použil na státní mapě z roku 1952 či v turistickém průvodci ČSSR z roku 1984.

## Přístup
Na kopec nevede žádná turisticky značená trasa, pouze sedlem mezi vrcholem a Klečí prochází modře značená stezka z Lukova na Milešovku. Z ní odbočuje široká neznačená lesní cesta k vrcholu. Na něm je navršená kamenná pyramida, zřejmě pozůstatek podstavce triangulačního bodu.

## Galerie

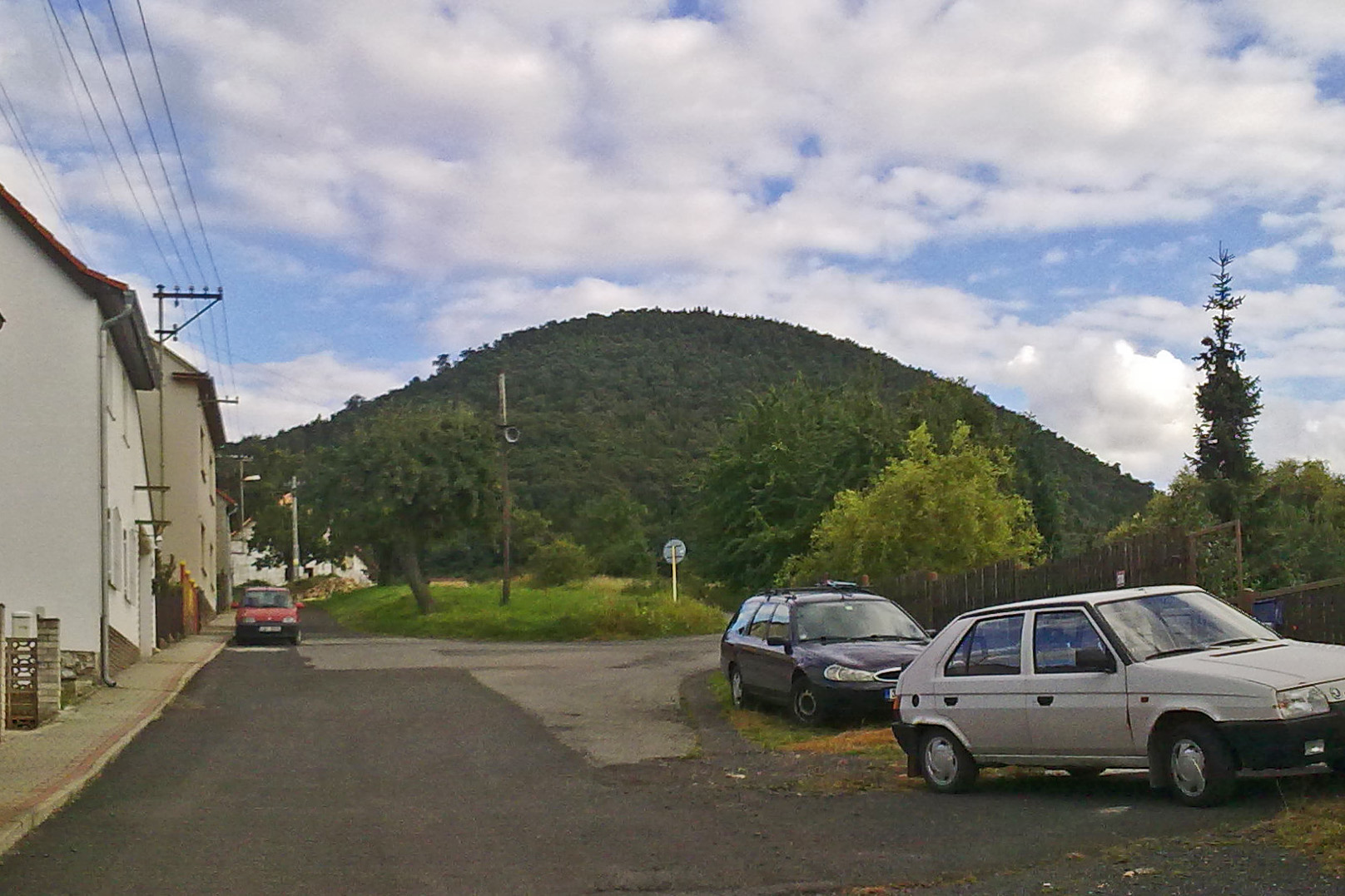
Pohled na Kloč z Kostomlat
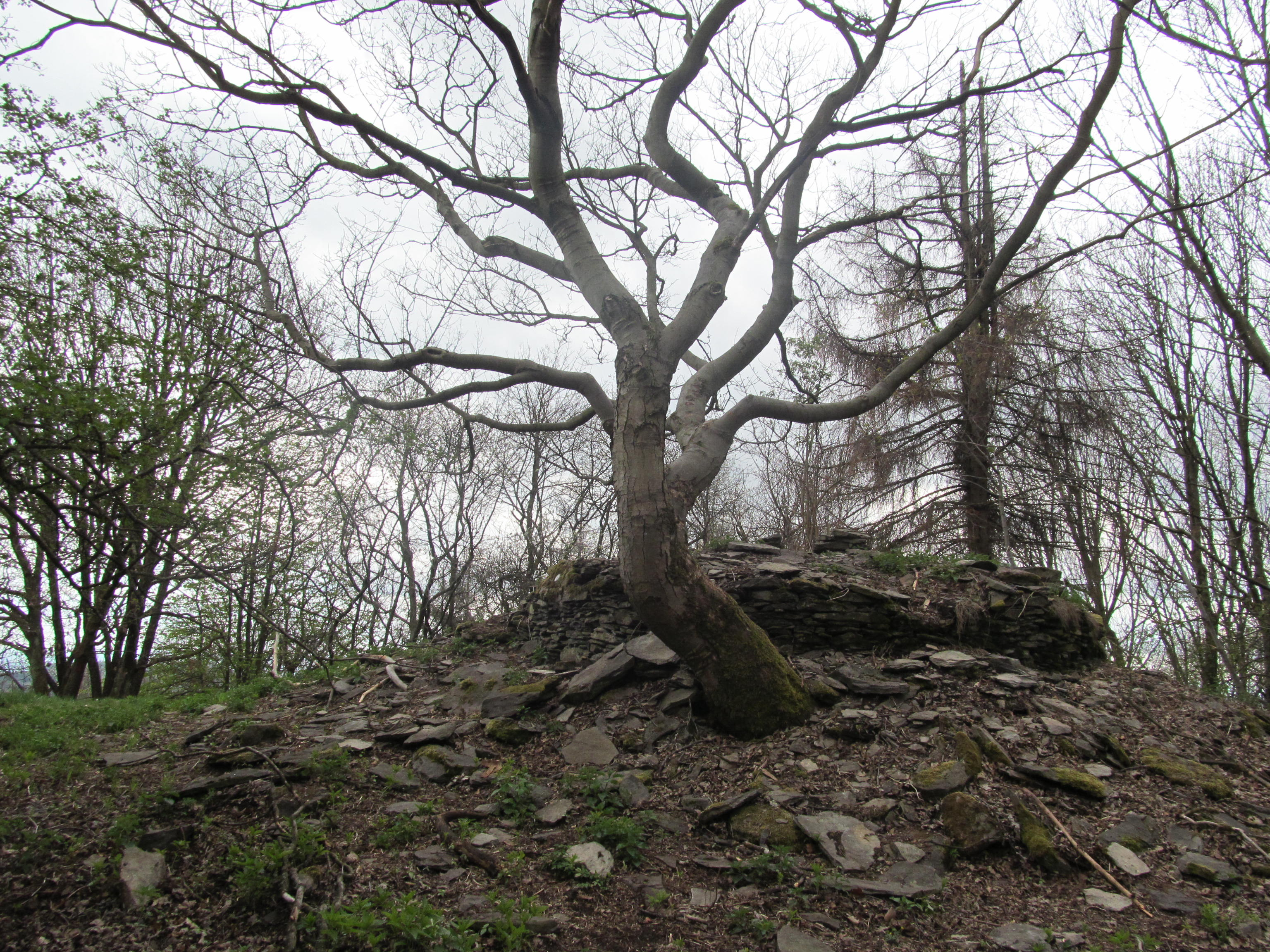
Vrcholová partie kopce